# Église Saint-Pierre-l'Apôtre de Porto Farina
L'église Saint-Pierre-l'Apôtre de Porto Farina, située dans la ville de Porto Farina devenue Ghar El Melh en Tunisie, est une église catholique construite en 1860 avant l'instauration du protectorat français. Désacralisée en 1964, elle est reconvertie en lieu de visite touristique.

## Premiers édifices
Même après la disparition des communautés chrétiennes locales au XIe siècle, l'installation d'importants bagnes d'esclaves chrétiens capturés à l'époque de la course explique qu'il y ait longtemps eu une présence chrétienne à Porto Farina, au point que l'installation à demeure d'un moine capucin soit envisagée dès 1680. La présence de pêcheurs de corail au cap Zebib justifie la construction d'une chapelle utilisée également par les esclaves.
Vers 1780, un prêtre italien capturé par des corsaires tunisiens est détenu à Porto Farina pendant une dizaine d'années. Il est autorisé à pratiquer son culte et un local est même mis à sa disposition dans le fort avant qu'il n'établisse une chapelle dans une maison voisine.
À partir de 1835, des familles chrétiennes majoritairement maltaises commencent à s'établir librement dans le port pour y pratiquer la contrebande ou la pêche. Ils obtiennent qu'un prêtre capucin, le père Joseph, qui assure le culte dans une thonaire du cap Zebib appartenant au comte Raffo, vienne dire la messe à Porto Farina. Les offices sont célébrés dans une chambre de la maison de l'agent consulaire italien à partir de 1847, mais la fermeture de la thonaire met fin au culte un an plus tard.
La communauté chrétienne locale n'est pas abandonnée pour autant. En 1849 et en 1852, le vicaire apostolique de Tunis, Monseigneur Fidèle Sutter, vient lui rendre visite et un prêtre vient de Tunis chaque année pour dire la messe de Pâques.

## Construction de l'église
En janvier 1853, Ahmed Ier Bey fait don d'une maison pour y établir un lieu de culte. Un prêtre, le père François, « plus démuni qu'un miséreux », est envoyé à Porto Farina. Pendant deux ans, les familles le nourrissent et l'hébergent à tour de rôle pendant qu'il construit son église. Ses ressources proviennent des loyers de deux maisons, d'un jardin qu'il entretient et des dons des fidèles aussi pauvres que lui. Les matériaux sont extraits de l'ancienne chapelle. Aidé d'un maçon tunisien et d'un manœuvre, il met plusieurs années à bâtir l'édifice qui est enfin inauguré vers 1860, le jour de Noël. Les piètres qualités de bâtisseur du prêtre ne peuvent être dissimulées aux fidèles victimes des fuites d'eau du toit lors de cette première messe qui a lieu sous une pluie battante. Faute de moyens financiers suffisants, l'église n'a ni clocher, ni tribune, ni chœur.

## Protectorat français
Le père François reste en poste jusqu'en 1883, consacrant ses maigres revenus à l'entretien de l'église et à l'agrandissement du presbytère. Ce sont les Pères blancs qui prennent le relais à partir de 1887 : ils ouvrent un dispensaire et une école de garçons et font venir des Sœurs blanches pour s'occuper de la scolarité des filles.
Pour pallier le manque de clocher, on aménage l'un des murs pour qu'il puisse recevoir trois cloches. Les dons des fidèles et des missionnaires permettent d'en acheter deux qui sont mises en place pendant que le troisième emplacement reçoit une statue de la Vierge.
L'école des garçons est fermée en 1896 lorsque la direction de l'enseignement ouvre une école franco-arabe. L'école des filles, transférée aux Sœurs salésiennes à partir de 1897, ferme en 1910 faute d'élèves.
L'augmentation de la communauté chrétienne justifie l'embellissement de l'église. Dans les années 1910, une tribune est construite. Dans les années 1920, on rajoute du crépissage et du carrelage. Quelques années plus tard, on remplace les vieux bancs d'origine par des bancs modernes et confortables et on importe de France un harmonium.
Pour tenir compte de la nationalité des paroissiens, les messes sont dites en maltais avec, selon l'abbé, « de temps en temps, quelques mots en français pour que viennent les fidèles de langue française (car, la plupart du temps, ils ne fréquentent pas l'église) ». Les fêtes religieuses sont alors célébrées bruyamment. Lors des prières du samedi saint, les hommes tirent des coups de feu dans le presbytère. Les Pères blancs ne sont pas en reste ; leurs deux petits canons de campagne sont mis à contribution les jours de grandes cérémonies et, lorsque l'archevêque de Carthage, Monseigneur Alexis Lemaître, vient confirmer les enfants en 1922, chacun des pères l'attend devant sa maison, un fusil à la main.

## Bâtiment après l'indépendance
Les départs se succèdent rapidement après l'indépendance de la Tunisie en 1956. En mars 1964, il ne reste plus que quinze chrétiens dans le village. Cette désaffection est actée par le modus vivendi signé entre le gouvernement tunisien et le Vatican le 10 juillet 1964. L'église est cédée gratuitement avec l'assurance qu'elle ne sera utilisée qu'à des fins d'intérêt public compatibles avec son ancienne destination.
Elle sert actuellement de lieu de visite pour les touristes de passage à Ghar El Melh.

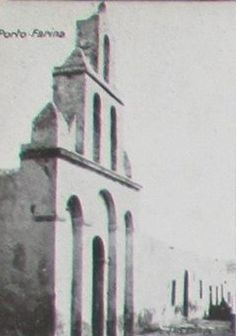
Vue de l'église dans les années 1950.
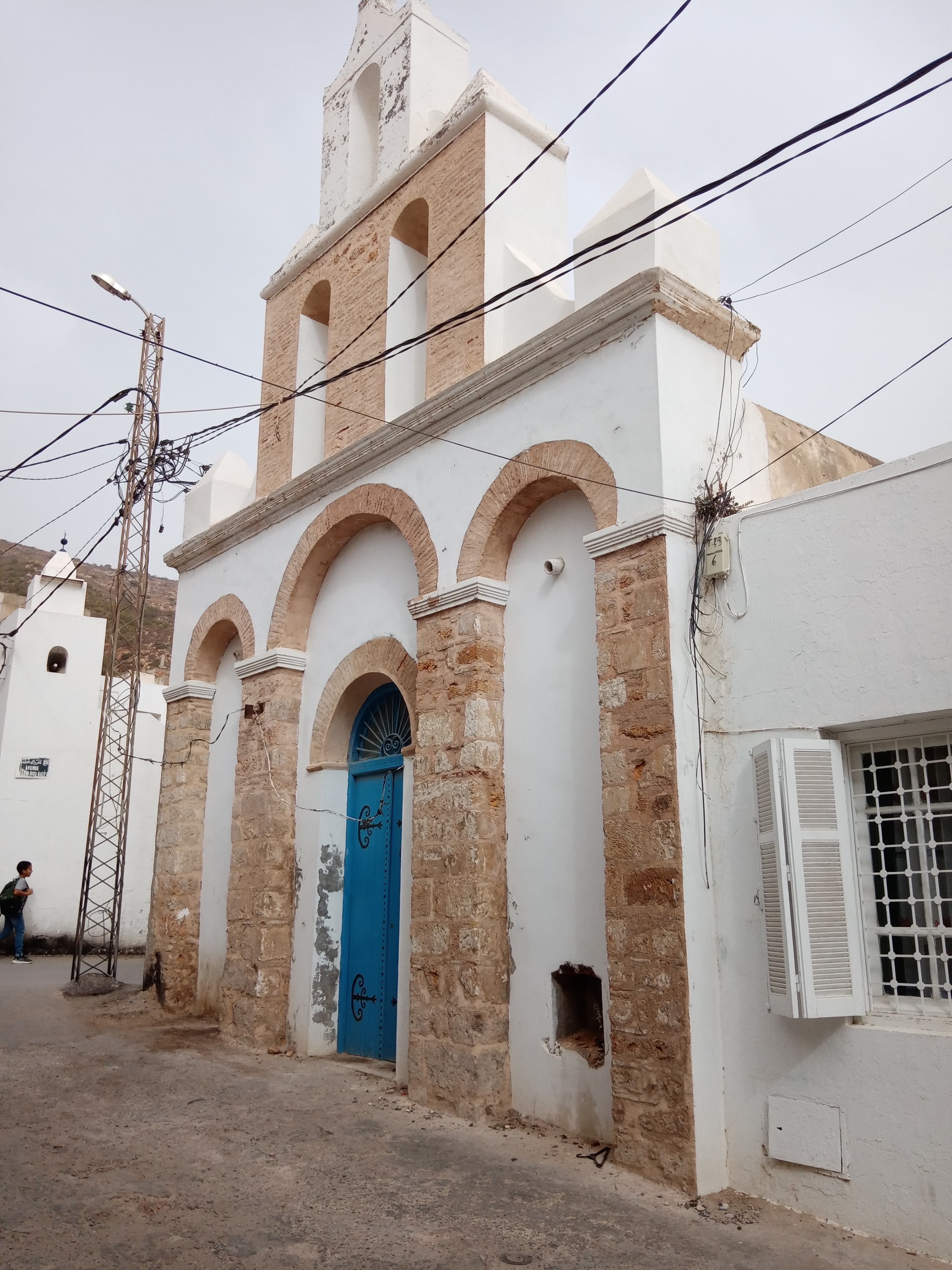
Façade ouest.
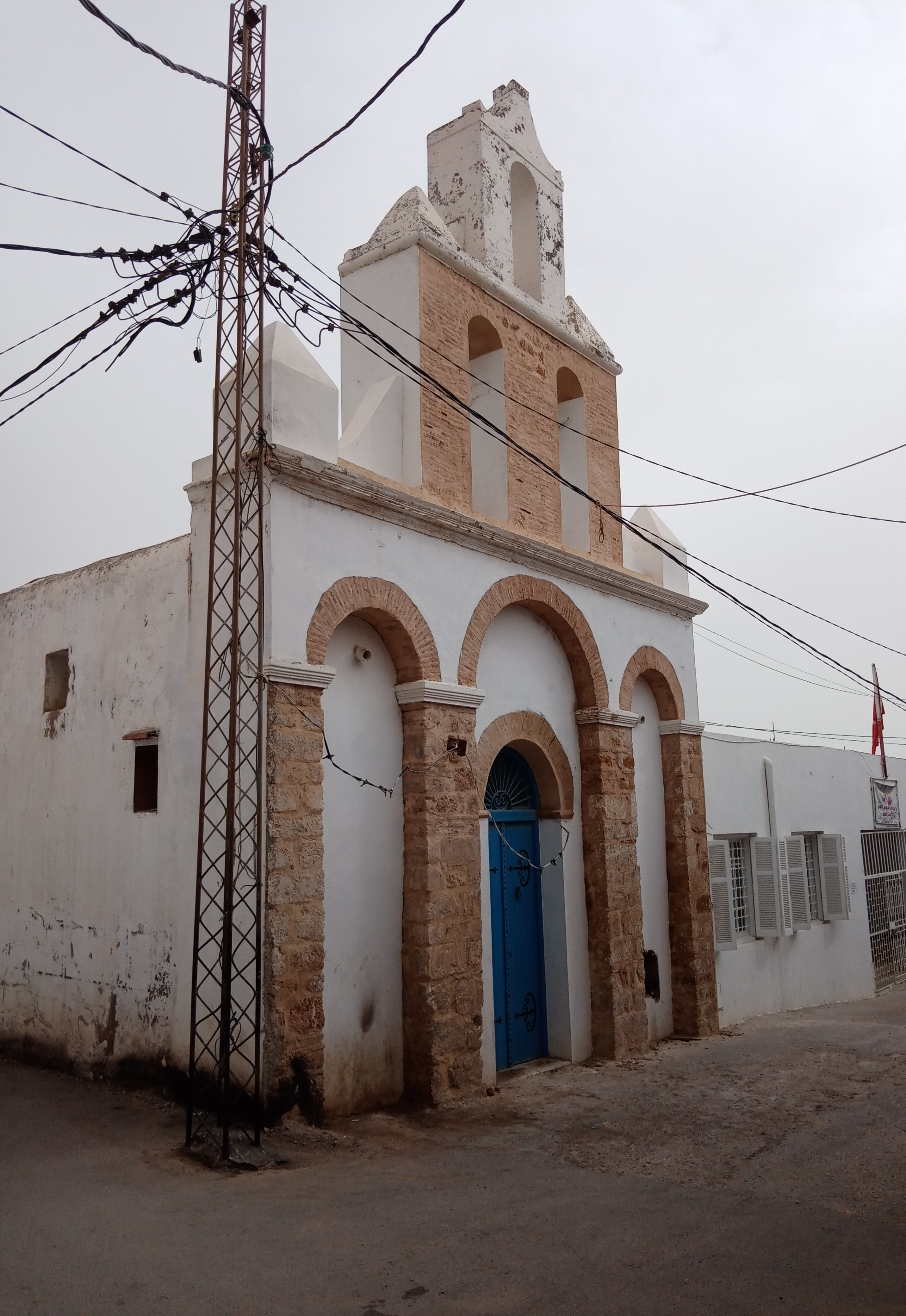
Façade ouest.
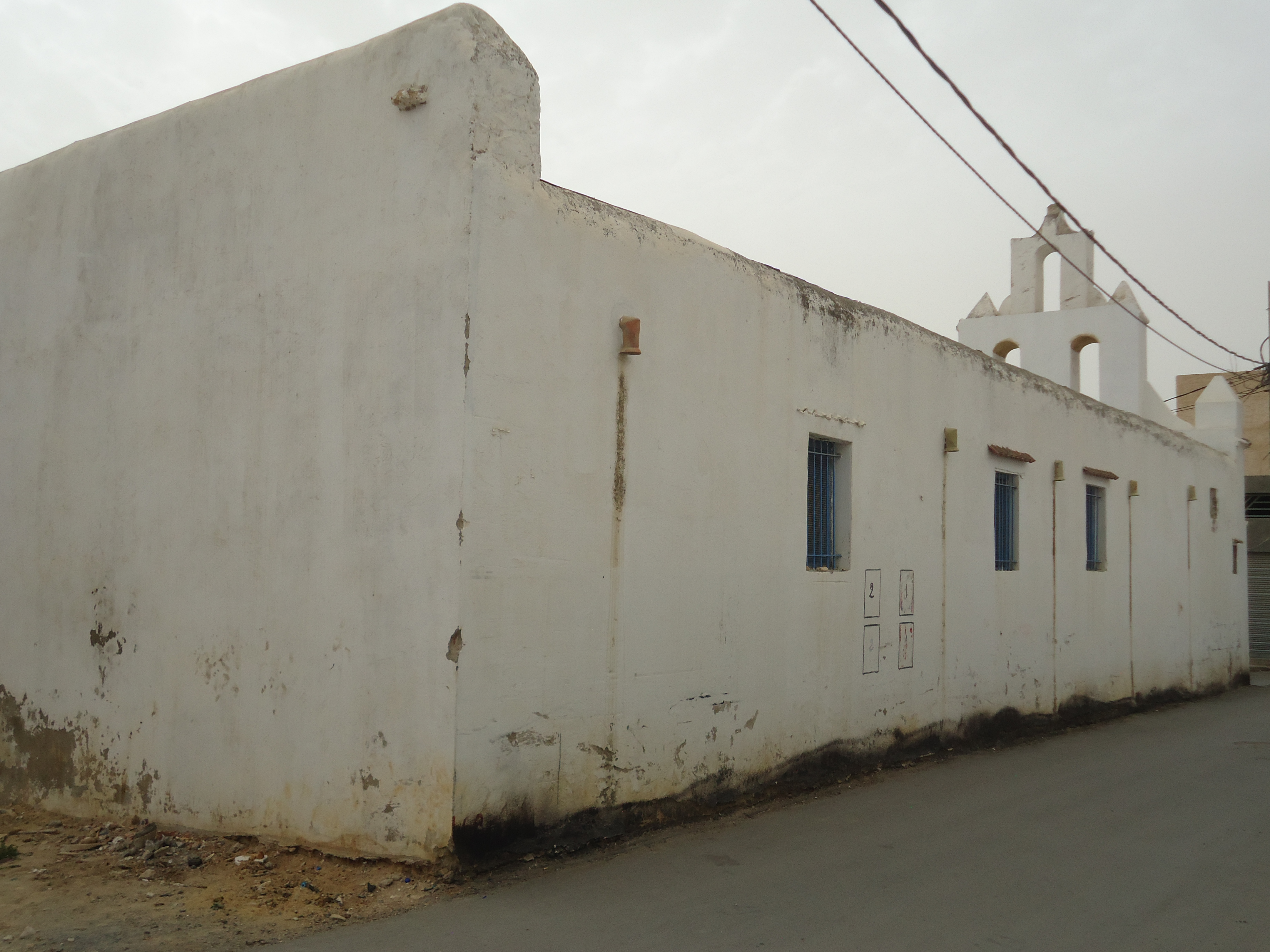
Côtés est et nord.

## Prélats responsables de la paroisse
- Père François (1853-1868) ;
- Père Marin (1868-1868) ;
- Père François (1868-1883) ;
- Père Saucet (1887-1890) ;
- Père Reynaud (1890-1896) ;
- Abbé Borg (1897-1921) ;
- Abbé di Stefano (1921-1926) ;
- Abbé Muniglia (1926-1927) ;
- Abbé Marcilhac (1947-?) ;
- Abbé Saliba (?-1964).